# Travelxp
Travel XP este un canal indian de televiziune cu plată. A fost lansat în 2011.

## Lista canalelor
1. Travelxp HD
2. Travelxp HD Europe
3. Travelxp Tamil
4. Travelxp 4K